# Herman Heijermans

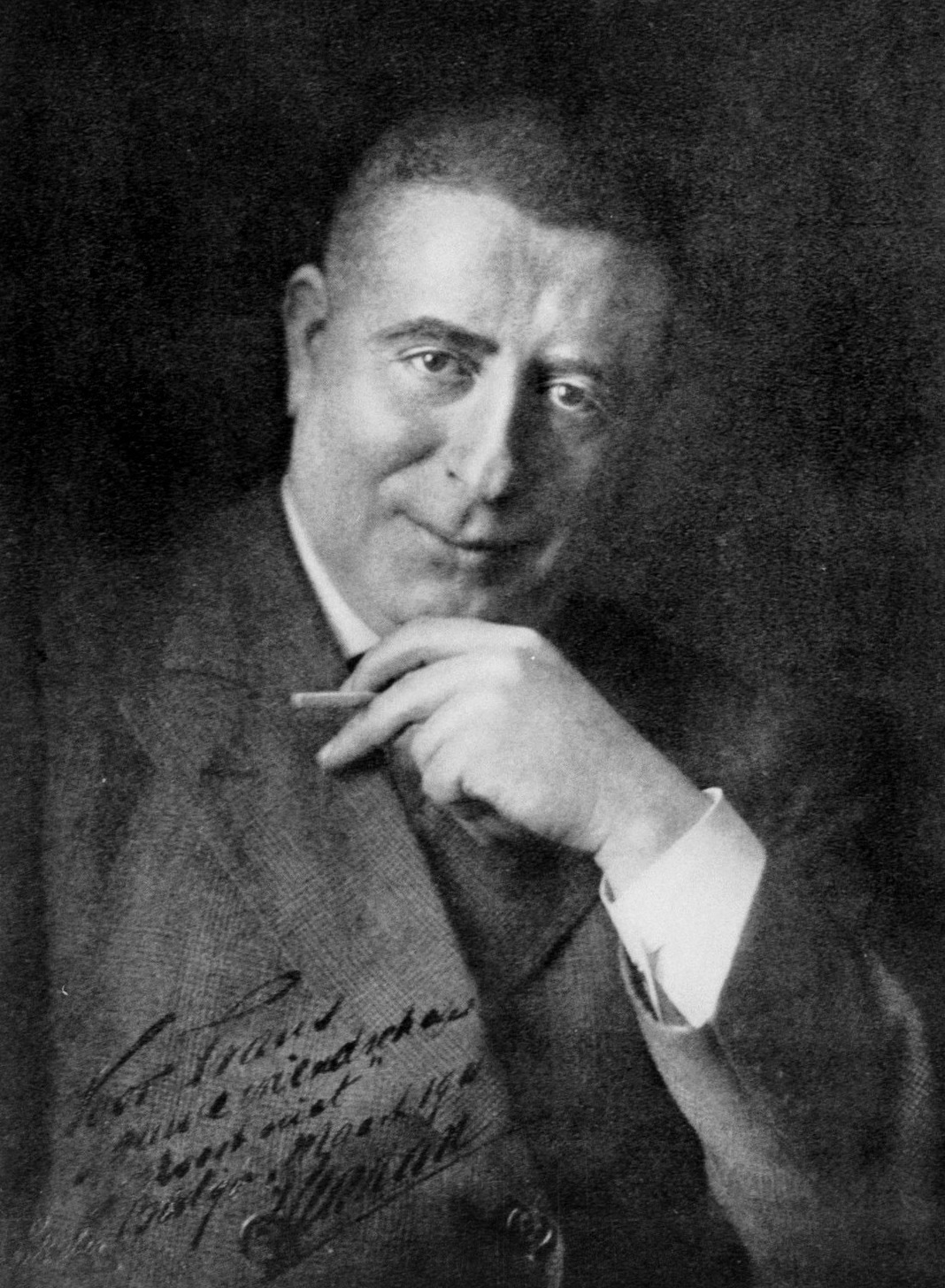
Herman Heijermans

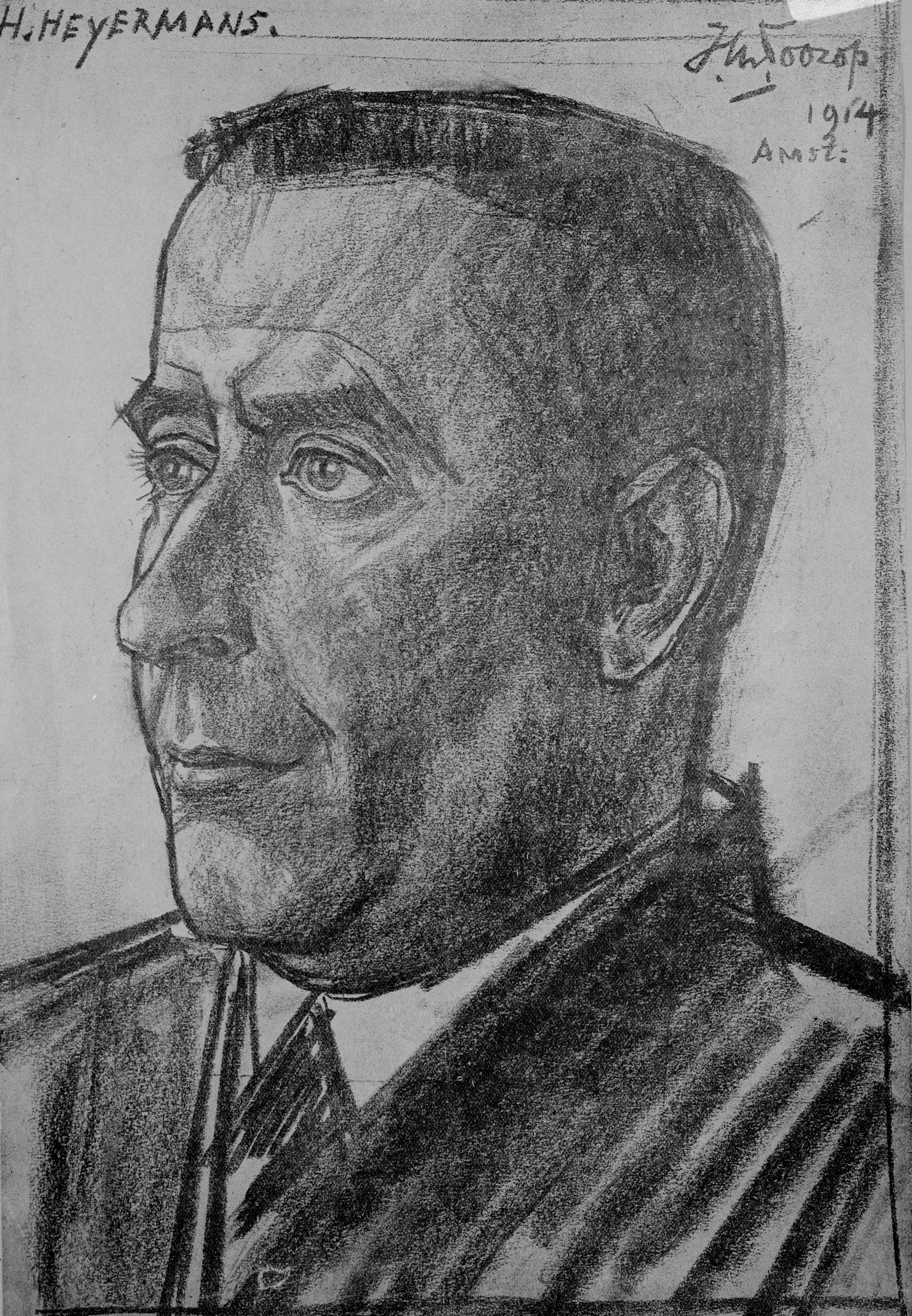
Herman Heyermans (Jan Toorop, 1914)

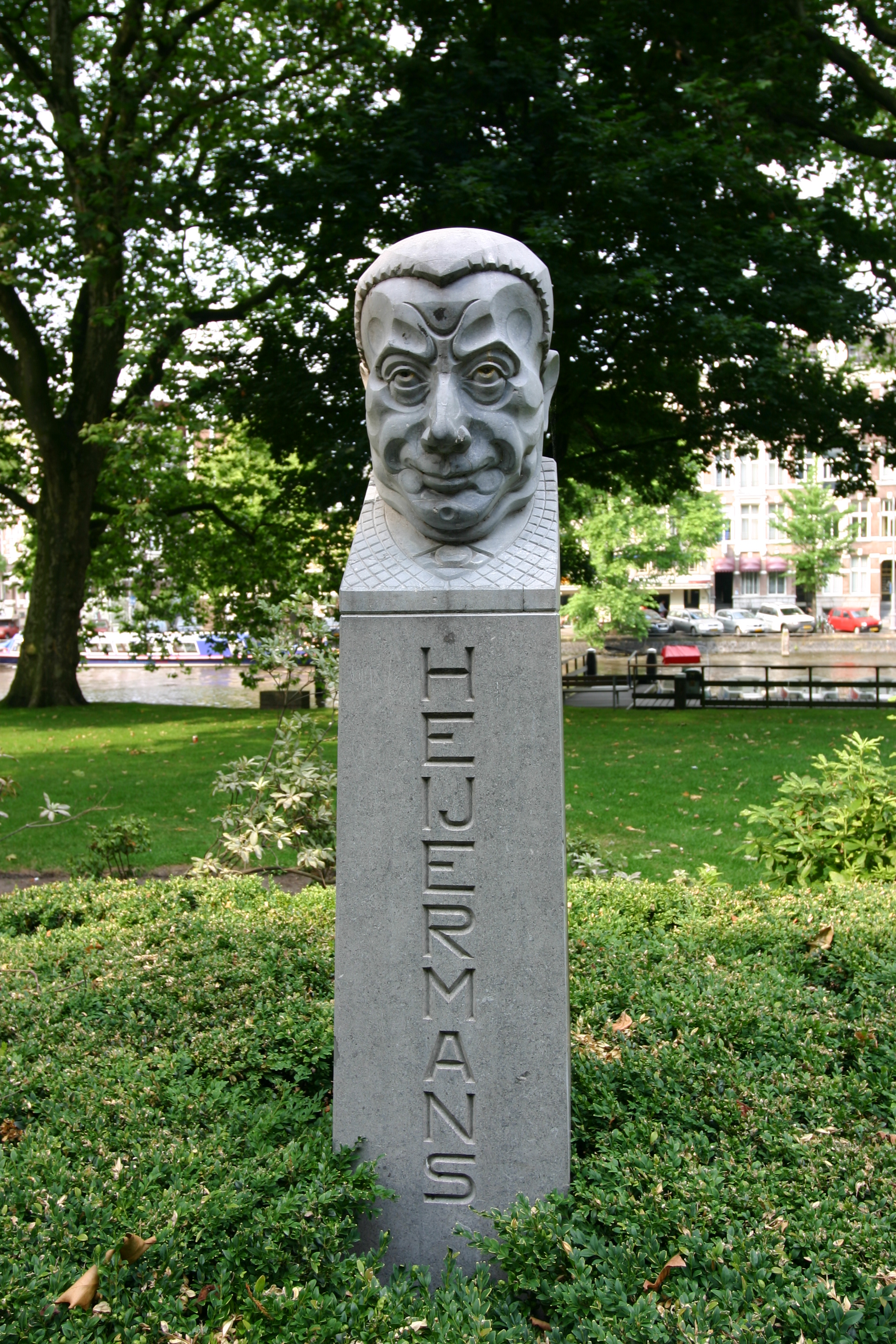
Herman Heijermans

Herman Heijermans (Rótterdam, 3 de diciembre de 1864 - Zandvoort, 22 de noviembre de 1924) fue un dramaturgo, novelista y cuentista neerlandés, considerado el mayor dramaturgo holandés de la era moderna. Es el dramaturgo más destacado de los Países Bajos desde Joost van den Vondel que ha obtenido un amplio reconocimiento fuera de su propio país.

## Biografía
Heijermans nació en Róterdam , en el seno de una familia judía liberal, el quinto de los 11 hijos de Herman y Matilda (Moses) Spiers. La pintora Marie Heijermans era su hermana.
Durante el invierno de 1891-92, Heijermans escribió su primera obra teatral, utilizando el tema de La casa de muñecas de Henrik Ibsen y añadiendo nuevos personajes y un auténtico entorno holandés. Dora Kremer se estrenó el 25 de abril de 1893 en el Groote Schouwburg de Róterdam y fue recibida con desaprobación general. Ansioso por vengar la humillación, Heijermans tramó una de las estratagemas más atrevidas de la literatura holandesa moderna. Decidido a demostrar que cualquiera que no fuera holandés recibiría una cálida bienvenida en el escenario holandés, se apoderó del seudónimo de sonoridad rusa "Ivan Jelakowitch" y, manteniendo en secreto su propia identidad, anunció su nueva obra de un acto Ahasverus, sobre una familia judía atrapada en la violencia de los pogromos de la década de 1880. La obra fue un gran éxito. En un artículo en De Telegraaf, Heijermans reveló su secreto, citando las críticas de Ahasverus junto con los comentarios sobre Dora Kremer, para gran mortificación de los críticos. Poco después de estos acontecimientos, Heijermans se mudó a Ámsterdam . 
Tras obtener una victoria triunfal con el nombre de Ivan Jelakowitch, Heijermans decidió adoptar otro seudónimo, "Samuel Falkland Jr.", y publicó una serie de bocetos de la vida en Ámsterdam en De Telegraaf y, más tarde, en el diario Algemeen Handelsblad . Estos llamados "Falklandjes" fueron recopilados y publicados más tarde en forma de libro, ocupando no menos de dieciocho volúmenes. 
Durante sus primeros años en Ámsterdam, Heijermans se enamoró de la cantante de cabaret Marie Sophia Peers. Ella se había casado con un pulidor de diamantes de Ámsterdam a los diecisiete años, pero su marido se había ido a Estados Unidos, dejándola atrás para enfrentarse a la pobreza con sus dos hijos pequeños. Heijermans la convenció de que fuera a vivir con él, tratándola como a su esposa y finalmente casándose con ella. Sin embargo, su felicidad se vio empañada por vecinos de mente estrecha. Heijermans retrató las experiencias de sus primeros años en la novela altamente autobiográfica Sin in a Furnished Room, escrita en 1896 bajo el seudónimo de 'Koos Habbema'; una defensa de la pureza esencial del amor libre frente a los matrimonios corruptos de la sociedad burguesa. 

### Movimiento socialista
En 1896 Heijermans abandonó De Telegraaf y Ámsterdam y se trasladó a Wijk aan Zee con Marie Peers. Se unió al Partido Obrero Socialdemócrata y fundó su propia revista, De Jonge Gids (La guía de los jóvenes), que pudo mantener durante cuatro años. En ella apareció gran parte de su obra, incluidos cuentos, obras de un acto y fragmentos de novelas y obras de teatro de larga duración. En un intento de combinar su punto de vista socialista con el drama, escribió dos obras de teatro de larga duración: Ghetto y El séptimo mandamiento . 
La Buena Esperanza (1900), una denuncia de la explotación de los pescadores en los Países Bajos a finales del siglo XX, se convirtió en la obra más popular de Heijermans y difundió su fama más allá de su patria, a países de todo el mundo. La continua popularidad de la obra atrajo la atención del público hacia las condiciones de la industria pesquera, y pronto se puso en marcha una campaña para que se aprobara una ley que exigiera inspecciones estrictas de los barcos no aptos para navegar. Unos años más tarde se aprobó una ley de marina mercante holandesa, la "Schepenwet" de 1909.

### Periodo posterior
Tanto en calidad como en cantidad, 1903 fue uno de los años más productivos en la carrera del dramaturgo: escribió cuatro obras de un acto, The Child, The Screen, The Case of Arson and Neighbors, dos obras de larga duración, Links y Maytime, y una versión revisada de su obra anterior Number Eighty. Con Links en particular hizo otra contribución de verdadera importancia al drama europeo; la obra se representó en Londres, Berlín, Viena y Estocolmo, y recibió una adaptación cinematográfica en 1920. A Case of Arson, notable por la actuación de Henri de Vries como no menos de siete personajes diferentes, se representó en el Reino Unido con De Vries repitiendo sus papeles en inglés.
Como buen testimonio de su continua vitalidad, en agosto de 1916 Heijermans completó dos obras: Dawn y Eva Bonheur. Esta última, con un elaborado mecanismo de escena dividida, sería considerada una de sus mejores obras. Durante el verano del año siguiente, escribió el cuento de hadas de inspiración socialista The Wise Tomcat, una aguda sátira en la que, en la comparación de las formas de vida del hombre y la bestia, el hombre sale segundo.

### Muerte
Heijermans murió de cáncer en 1924, en Zandvoort a los 59 años y está enterrado en el cementerio de Zorgvlied.